# 维多利亚时代道德观念

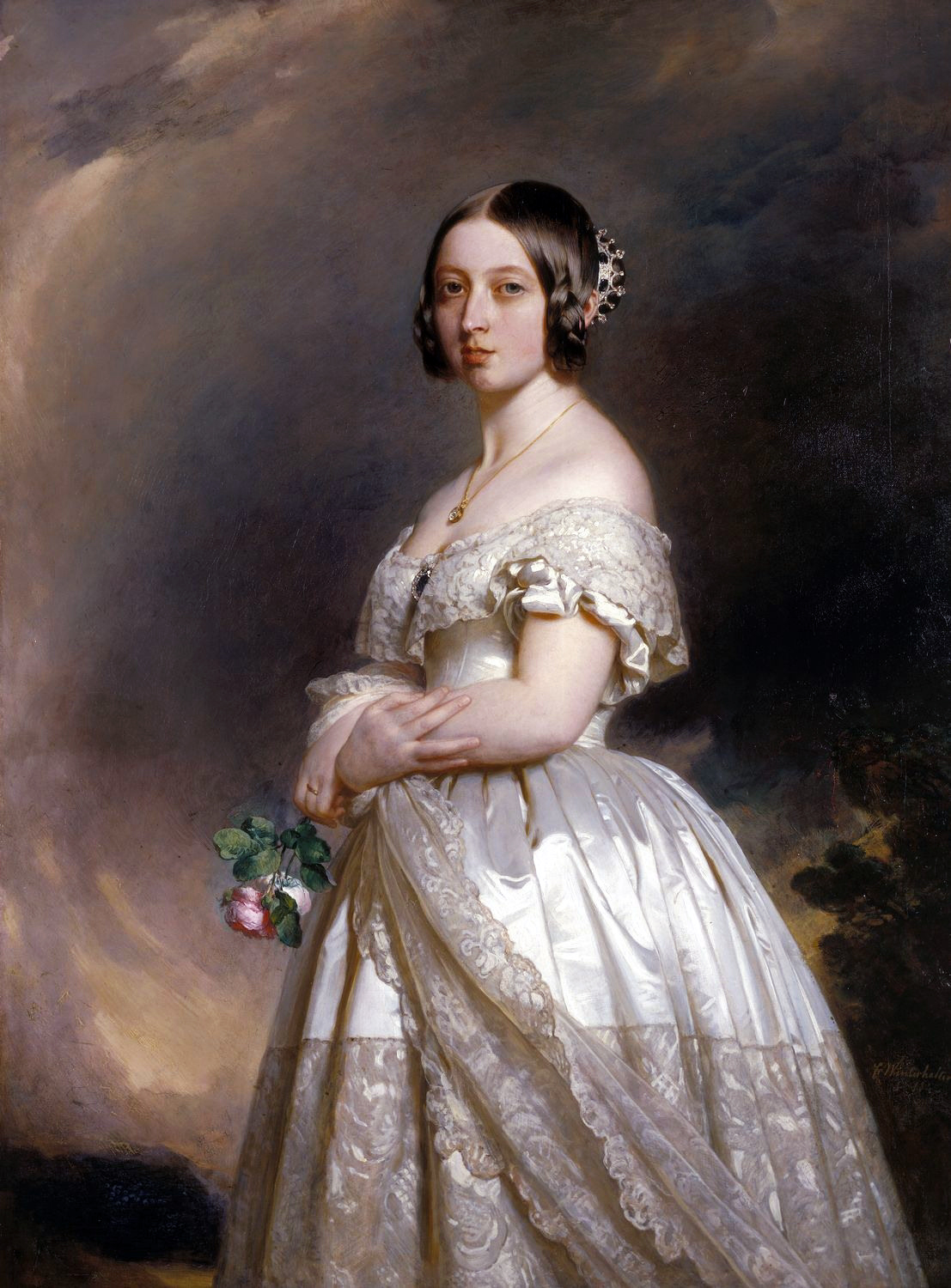
维多利亚女王

维多利亚时代道德观念，指维多利亚女王在位期间，英国国民的道德观念和社会风气。这一时代的道德观念，和乔治王时代的道德观念相比，有很大差异。这一时期的道德观念，支持性節制，不容忍罪恶，主张订立严格的社会守则。大英帝国当时的国际地位甚高，而这一观念也因此传播到了世界各地。
“维多利亚的”（Victorian）这个词语，在萬國工業博覽會举办期间第一次出现。维多利亚时代的道德观念影响到时人生活的方方面面。各种道德观念可以划分为宗教信仰，道德观念，精英理念等类别。上述观念扎根于维多利亚时代的道德观念，改变了整个大英帝国。
部分历史学家视维多利亚时代为一个矛盾的时代，外表体面克制，内里却充满黑暗，表里不一。有无数社会运动因此而起，试图改善底层民众的生活环境。

### 书籍
- Bayley, S (2008). Victorian Values: An Introduction Montreal: Dawson College.
- Merriman, J (2004). A History of Modern Europe; From the French Revolution to the Present New York, London: W.W. Norton & Company.